# Lorena Díaz Moreno
Lorena Díaz Moreno (17 de abril de 1992) es una deportista colombiana que compitió en taekwondo. Ganó dos medallas en el Campeonato Panamericano de Taekwondo en los años 2008 y 2010.

## Palmarés internacional
| Campeonato Panamericano | Campeonato Panamericano | Campeonato Panamericano | Campeonato Panamericano |
| Año                     | Lugar                   | Medalla                 | Categoría               |
| ----------------------- | ----------------------- | ----------------------- | ----------------------- |
| 2008                    | Caguas (Puerto Rico)    | Medalla de plata        | –72 kg                  |
| 2010                    | Monterrey (México)      | Medalla de bronce       | +73 kg                  |